# Nick Richards
Nicholas "Nick" Richards (Kingston, 29 de novembro de 1997) é jogador jamaicano profissional de basquete que atualmente joga no Phoenix Suns  da National Basketball Association (NBA).
Ele jogou basquete universitário pelo Kentucky Wildcats e foi selecionado pelo New Orleans Pelicans como a 42ª escolha geral no draft da NBA de 2020 e foi imediatamente negociado com os Hornets.

## Carreira no ensino médio

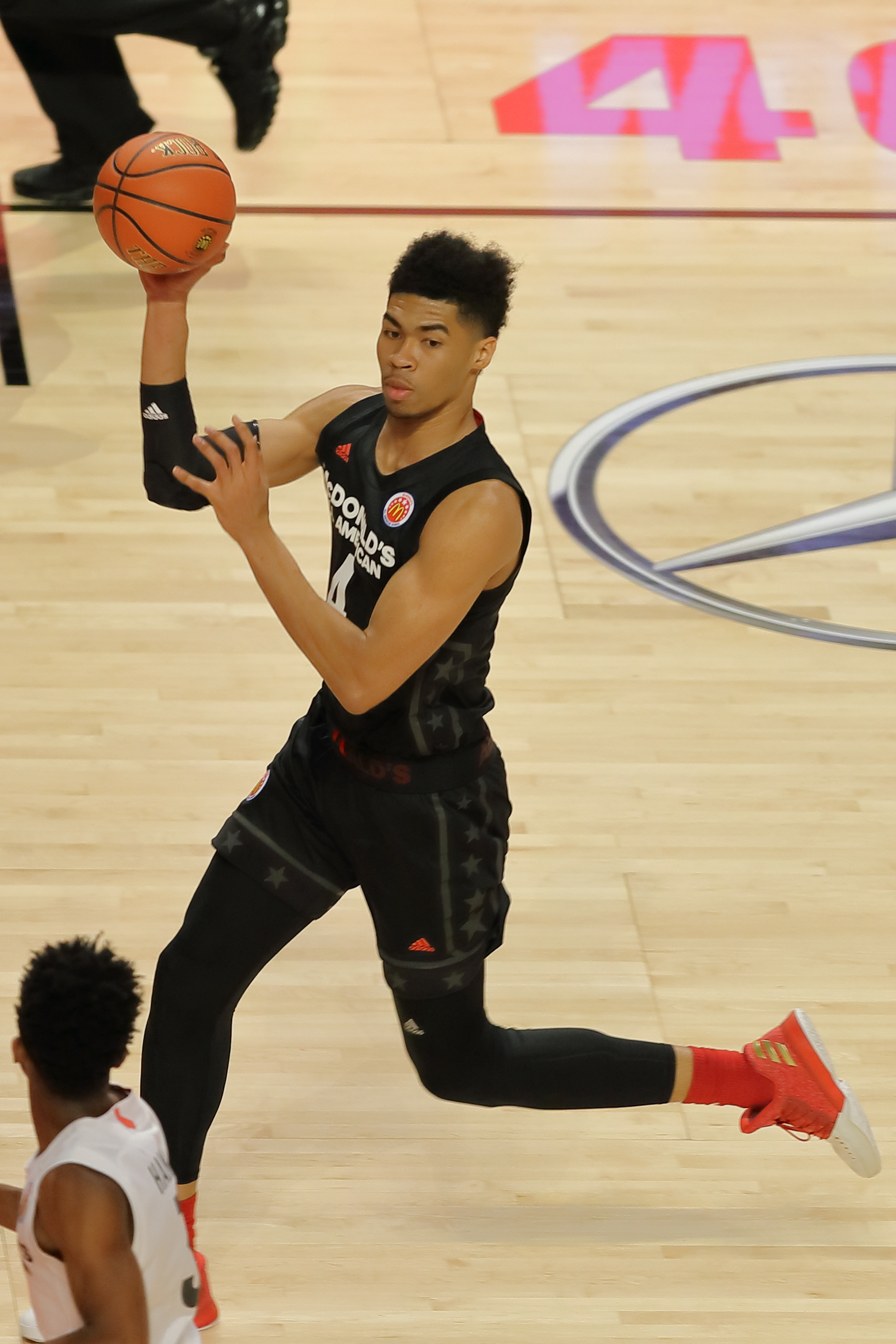
Richards no McDonald's All-American Game de 2017

Nascido e criado em Kingston, Jamaica, Richards praticou futebol, vôlei e atletismo antes de ser descoberto por Andre Ricketts, um olheiro de basquete de Nova York, no verão de 2013 durante um acampamento de basquete na Jamaica. Ricketts o trouxe para os Estados Unidos, onde Richards estudou na St. Mary's High School em Manhasset, Nova York. Ele foi transferido para a The Patrick School em Hillside, New Jersey em 2014.
Ele foi classificado como um recruta de cinco estrelas na turma de 2017 pela ESPN e se comprometeu com a Universidade de Kentucky em novembro de 2016. Ele rejeitou as ofertas de Syracuse e Arizona.
Richards jogou no McDonald's All-American Boys Game de 2017, registrando dois pontos, dois rebotes e dois bloqueios em 14 minutos. Participando do Jordan Brand Classic de 2017, ele registrou dez pontos e três rebotes em 16 minutos. Richards foi chamado para jogar pelo World Select Team no Nike Hoop Summit de 2017. Ele jogou 19 minutos e teve 12 pontos e três rebotes.

## Carreira universitária
Em 22 de novembro de 2017, Richards registrou 25 pontos e 15 rebotes em uma vitória por 86-67 sobre IPFW. Ele teve médias de 5,1 pontos e 4,4 rebotes como calouro, mas viu seu tempo de jogo diminuir no decorrer da temporada.
Em sua segunda temporada, Richards teve médias de 3,9 pontos e 3,3 rebotes e liderou a equipe em bloqueio. Após a temporada, ele se candidatou ao Draft da NBA de 2019, mas optou por retornar a Kentucky.
Em 8 de novembro de 2019, Richards registrou 21 pontos e 10 rebotes na vitória sobre Eastern Kentucky por 91-49. Em 4 de janeiro de 2020, ele teve 21 pontos, 12 rebotes e quatro bloqueios em uma vitória de 71-59 sobre Missouri. Em 25 de janeiro, Richards registrou 25 pontos, incluindo os dois lances livres decisivos, e 13 rebotes em uma vitória por 76-74 sobre Texas Tech. Em 4 de fevereiro, ele marcou 27 pontos em uma vitória por 80-72 sobre Mississippi State. No final de sua terceira temporada, ele teve médias de 14 pontos, 7,8 rebotes e 2,1 bloqueios e foi nomeado para a Primeira-Equipe da SEC. Após a temporada, Richards se declarou para o Draft da NBA de 2020.

## Carreira profissional

### Charlotte Hornets (2020–Presente)
No draft da NBA de 2020, Richards foi selecionado pelo New Orleans Pelicans como a 42º escolha geral e foi imediatamente negociado com o Charlotte Hornets em troca de uma escolha de segunda rodada em 2024. Em 30 de novembro de 2020, ele assinou um contrato de 3 anos e $4.3 milhões com os Hornets.
Richards foi designado para o Greensboro Swarm e fez sua estreia na G-League em 21 de fevereiro de 2021, registrando 26 pontos e 10 rebotes. Durante a temporada de 2020-21, ele teve um tempo mínimo de jogo, jogando em 18 jogos pelos Hornets com médias de 3,5 minutos e 0,8 pontos.
Em 19 de outubro de 2022, Richards registrou 19 pontos, o recorde de sua carreira, e dez rebotes na vitória por 129–102 sobre o San Antonio Spurs. Em 23 de outubro, ele teve 20 pontos, o recorde de sua carreira, onze rebotes e dois bloqueios na vitória por 126–109 sobre o Atlanta Hawks. Em 22 de março de 2023, Richards assinou uma extensão de contrato de 3 anos e US$ 15 milhões com os Hornets.
Em 27 de janeiro de 2024, Richards marcou o recorde pessoal de 26 pontos, junto com 13 rebotes, em uma derrota por 134–122 para o Utah Jazz.

## Estatísticas da carreira

### NBA

#### Temporada regular
| Ano      | Equipe    | PJ  | PT | MPJ  | AP   | 3P    | LL   | RT  | AS | BR | TO  | PPJ |
| -------- | --------- | --- | -- | ---- | ---- | ----- | ---- | --- | -- | -- | --- | --- |
| 2020–21  | Charlotte | 18  | 0  | 3.5  | .444 | .000  | .636 | .6  | .1 | .0 | .0  | .8  |
| 2021–22  | Charlotte | 50  | 5  | 7.3  | .667 | –     | .698 | 1.7 | .3 | .2 | .4  | 3.0 |
| 2022–23  | Charlotte | 65  | 9  | 18.7 | .629 | 1.000 | .749 | 6.4 | .6 | .2 | 1.1 | 8.2 |
| 2023–24  | Charlotte | 67  | 52 | 26.3 | .691 | .000  | .737 | 8.0 | .8 | .4 | 1.1 | 9.7 |
| Carreira | Carreira  | 200 | 66 | 13.9 | .607 | .333  | .705 | 4.1 | .4 | .2 | .6  | 5.4 |

#### Play-In
| Ano  | Equipe    | PJ | PT | MPJ | AP   | 3P | LL   | RT  | AS | BR | TO | PPJ |
| ---- | --------- | -- | -- | --- | ---- | -- | ---- | --- | -- | -- | -- | --- |
| 2021 | Charlotte | 1  | 0  | 4.3 | .500 | —  | .667 | 1.0 | .0 | .0 | .0 | 4.0 |

### Universidade
| Ano      | Equipe   | PJ  | PT | MPJ  | AP   | 3P | LL   | RT  | AS  | BR  | TO  | PPJ  |
| -------- | -------- | --- | -- | ---- | ---- | -- | ---- | --- | --- | --- | --- | ---- |
| 2017–18  | Kentucky | 37  | 37 | 14.7 | .616 | –  | .718 | 4.4 | .2  | .1  | .9  | 5.1  |
| 2018–19  | Kentucky | 37  | 3  | 12.1 | .598 | –  | .690 | 3.3 | .2  | .1  | 1.3 | 3.9  |
| 2019–20  | Kentucky | 31  | 30 | 29.6 | .642 | –  | .752 | 7.8 | .2  | .1  | 2.1 | 14.0 |
| Carreira | Carreira | 105 | 70 | 18.8 | .618 | –  | .720 | 5.1 | 0.2 | 0.1 | 1.4 | 7.6  |